# Talia (nereida)
|  | Per a altres significats, vegeu «Talia». |

Talia (en grec antic Θάλεια) va ser una de les cinquanta Nereides, filla de Nereu, un déu marí fill de Pontos, i de Doris, una nimfa filla d'Oceà i de Tetis. Tenia un únic germà, Nèrites.
La mencionen tres dels quatre autors que donen llistes de nereides: Homer, Hesíode, i Gai Juli Higí.
Homer diu que va ser una de les trenta-dues nereides que van pujar des del fons de l'oceà per arribar a les platges de Troia i plorar, juntament amb Tetis la futura mort d'Aquil·les Virgili diu que era una de les nereides que formava part del seguici de Posidó.